# Saori Hara
Cette page contient des caractères spéciaux ou non latins. S’ils s’affichent mal (▯, ?, etc.), consultez la page d’aide Unicode.
Saori Hara (原紗央莉, Hara Saori) une idole de la vidéo pour adultes, mannequin de charme et actrice Japonaise.  Elle est également connue sous le nom de Mai Nanami (七海まい, Nanami Mai).

## Biographie
Saori Hara est née le 1er janvier 1988 à Hiroshima (Japon) d'une mère japonaise et d'un père japonais métissé allemand, 

## Carrière

### Mai Nanami
Hara commence sa carrière comme « junior idol » sous le nom de Mai Nanami, . En 2004, encore adolescente, elle chante le thème de Jours croustillants (スパイシーデイズ, Supaishiideizu) pour l'émission télévisée The Marshmallow Times diffusée par TV Osaka, . Elle parait dans deux créations télévisées en 2005:  Rêve de délinquants (不良少年の夢, Furyō Shōnen No Yume) diffusée sur les antennes de TBS,, au mois de mars et Haru Urara, un drame ayant pour thème les courses hippiques, au mois d'avril. Cette dernière émission sera ultérieurement vendue en DVD sous le titre anglais Lovely Fields, , , .
Elle pose en bikini pour album-photos intitulé Mai Nanami First Photobook paru en mai 2005. En août 2005 est mis en vente un DVD, Mai Nanami: Yamagishi Shin Digital Movie Museum, la représentant habillée, .
Elle interprète sous le nom de Nanami le rôle féminin principal d'un film conventionnel qui aurait dû paraitre au Japon en 2006 mais qui est finalement projeté à l'American Film Market de Santa Monica (Californie) en novembre 2006 sous le titre Deep Sea Monster Reigo. Reigo: The Deep Sea Monster vs the Battleship Yamato en est la version destinée au marché japonais, .

### Activités au cours de l'année 2009. Débuts dans la pornographie
Après une longue période de silence, Nanami réapparaît sous le pseudonyme de Saori Hara en août 2008 avec une gravure vidéo intitulée Clear Water dans laquelle elle est constamment vêtue, , . Le mois suivant, pour la première fois, elle pose nue pour la revue masculine japonaise Sabra. Il est alors annoncé qu'elle était en pourparlers avec les studios en films pornographiques Soft On Demand (SOD), , . Elle devient l'égérie du groupe SOD pour sa campagne contre les maladies sexuellement transmissibles (MST)  en novembre 2008. Ce rôle a longtemps été assuré par l'actrice en films pornographiques Nana Natsume.
La première vidéo pornographique de Hara est mise en vente par SOD en janvier 2009 sous le titre Real Celebrity Saori Hara: Miraculous AV Debut,  dont 100 000 exemplaires auraient été vendus, 
C'est vers la même époque que Hara pose nue dans différents emplacements publics de Tokyo pour le photographe Kishin Shinoyama. L'ensemble fait l'objet d'un album-photos publié le 28 janvier 2009 par Asahi Press sous le titre NO NUDE by KISHIN 1 20XX TOKYO. Shinoyama dit qu'il aime travailler avec les stars du porno parce qu'elles n'ont aucun problème pour exhiber leur nudité. Toujours est-il que les autorités de Tokyo ont infligé une amende à Shinomaya aussi bien qu'à Hara pour tenue indécente ayant troublé l'ordre public, .
Au début de 2009, Hara est actrice dans téléfilm Mission Section Chief Hitoshi Tadano: Season 4 Special, lien avec la quatrième saison du manga basé sur le programme de TV Asahi et produit par cette chaîne, .
Son hamedori pornographique de mai 2009 réalisé par  Company Matsuo et tourné pour SOD est intitulé Real Celebrity Saori Hara: Brown Eyes. Hara, quarteron allemande, part en voyage en Allemagne à la recherche de ses racines pendant six jours. Les studios SOD célèbrent leur première année de coopération en mettant sur le marché Real Celebrity Saori Hara: 8 Changes and Sweet Sex, une vidéo cosplay d'une durée de quatre heures au cours de laquelle Hara interprète huit personnages différents.
Peu après ses débuts dans l'industrie de la vidéo pornographique, Hara obtient un rôle dans Lala Pipo: une quantité de monde (ララピポ), comédie ironique concernant l'industrie de la pornographie commanditée par Nikkatsu et écrite par Tetsuya Nakashima. Ce dernier fera carrière au théâtre à partir de février 2009, . Au mois d'avril de la même année, Hara figure au générique de Saikin-rettō, une comédie parodiant une catastrophe dont elle chante le thème musical, , . En juillet 2009 elle est la protagoniste du film de V-Cinema traitant de l'exploitation d'une  kunoichi par le sexe et intitulé L'espionne Ninja (隠密くノ一列伝~秘められた女忍び~). Ce film a également connu une version pornographique, .
Hara parait à la télévision avec un rôle majeur dans un manga diffusé à une heure tardive sur les antennes de  TV Tokyo d'octobre à décembre 2009 et basé sur la série J-dorama de Jōō Virgin. Au générique figure le nom d'actrices pornographiques connues telles que Yuma Asami, Akiho Yoshizawa et Sora Aoi, .
Shueisha publie l'autobiographie d'Hara le 11 décembre 2009 sous le titre 本名、加藤まい　私がAV女優になった理由 (Mon véritable nom est Mai Kato: Pourquoi je suis devenue une actrice en films pornographiques)  (ISBN 4087805409), , . Les 144 pages du livre détaillent la famille au sein de laquelle elle a grandi, ses opinions concernant le sexe, sa carrière en tant qu'idole lorsqu'elle était adolescente et, accessoirement, celle d'idole de la pornographie, . Ses écrits sont l'une des nombreuses publications sur l'industrie de la pornographie par des actrices qui y ont travaillé. Que ce soit Platonic Sex de Ai Iijima vendu à un million d'exemplaires; le livre partiellement romancé de Mihiro paru au mis de mai 2009 ou la Biography of Honoka: Mama, I Love You édité en janvier 2010 dans laquelle la journaliste Rio Yasuda voit une tendance de l'industrie du genre à perdre ses marques au profit d'une assimilation à la culture populaire japonaise.

### Année 2010
Hara poursuit sa carrière chez SOD tout au long de 2010. Plusieurs publications voient le jour dont celle de janvier intitulée Real Celebrity Saori Hara: 22 Years Old – Awakening Sexual Desire et SOD Star x SOD Cinderella – Mega Gangbang mise sur le marché en septembre. L'histoire est celle d'actrices "vétéran" chez SOD comparées à de nouvelles venues. Au mois de mars 2010, elle remporte le prix  de la meilleure actrice aux Adult Broadcasting Awards pour sa prestation dans Midnight Blue diffusé en 2009 par une chaîne de télévision consacrée à la pornographie, .
Hara est présente en 2010 dans des films conventionnels avec son rôle de cliente en aromathérapie dans Yumiko no Aroma (ユリ子のアロマ) qui est projeté en avant-première au Festival international du film fantastique de Yubari en février avant d'être projeté dans les salles obscures au mois de mai, . En 20101, elle a partagé l'affiche avec Asami Sugiura et Mint Suzuki dans Horny House of Horror, une parodis des films d'épouvante.
D'après un article paru dans le Shukan Post, Hara et Maria Ozawa sont les deux actrices les plus téléchargées en Chine. En août 2010, il est dit que Hara et Yukiko Suo (周防ゆきこ, Suō Yukiko), également actrice chez SOD, émargent pour la somme de 3,2 million USD dans le film érotique Hong Kongai en 3-D intitulé  3D Sex and Zen: Extreme Ecstasy produit par Stephen Shiu . Ce dernier est le producteur du film Sex and Zen,, .

### Départ de l'industrie pornographique
Traumatisée par le tremblement de terre de 2011 et le tsunami qui en est résulté, Hara sombre dans une profonde dépression et manifeste sa volonté d'arrêter définitivement la pornographie. Elle met donc fin a son contrat qui la lie à SOD. En avril 2011, Yukiko Suo, autre actrice avec laquelle Hara partage l'affiche du film 3D Sex and Zen, rapporte qu'elle n'a plus  de nouvelle de cette dernière depuis le cataclysme, . La dernière vidéo de Hara est mise en vente le 19 mai 2011. Elle annonce officiellement qu'elle quitte la profession en août 2011, . Un ensemble de 5 disques contenant quelques scènes jamais publiées parait le 8 septembre 2011.

## Filmographie sélective
Filmographie extraite de :
- (en) « Saori Hara », AV Idol Directory (consulté le 15 juin 2012)
- (ja) « 原紗央莉 (はらさおり) », AV Idol Directory (consulté le 15 juin 2012)
- (ja) « 原紗央莉 (はらさおり) », DMM (consulté le 17 juin 2012)

Le titre en anglais est fourni pour chaque vidéo parue en occident.
| Titre de la video | Producteur N° de série    | Réalisateur                   | Parution   | Notes                                                                                       |  |
| --- | ------------------------- | ----------------------------- | ---------- | ------------------------------------------------------------------------------------------- |  |
| |                           |                               |            |                                                                                             |  |
| |                           |                               |            |                                                                                             |  |
| Shin Yamagishi Digital Movie Museum: Mai Nanami 山岸伸 デジタルムービーミュージアム 七海まい | Geneon GNBW-7192          | Shin Yamagishi                | 24-08-2005 | sous le pseudonyme Mai Nanami Gravure video sans nudité                                     |  |
| Clear Water 原紗央莉 Clear water | FORM-009                  |                               | 22-08-2008 | Gravure video sans nudité                                                                   |  |
| Real Celebrity Saori Hara: Miraculous AV Debut 芸能人 原紗央莉 奇跡のAVデビュー Geinōjin Hara Saori Kiseki no AV Debut | SOD Star STAR-141         | Yoshiaki Nomoto (野本義明)    | 22-01-2009 | Début de la pornographie                                                                    |  |
| Real Celebrity Saori Hara: Hot Plays and Embarrassing Exposure in the Southern Island 芸能人 原紗央莉 南の島×超ギリ2デジタルモザイクで、恥ずかしいトコまで全部見えてしまいました                                          | SOD Star STAR-147         | Yoshiaki Nomoto               | 19-02-2009 |                                                                                             |  |
| Real Celebrity Saori Hara: Hey, Which Costume She's Wearing You Like the Best? 芸能人 原紗央莉 「ねえ、どんな服着てる女の人が好き？」                                                                                     | SOD Star STAR-152         | Norihito Honda                | 19-03-2009 |                                                                                             |  |
| Real Celebrity Saori Hara: The Perfect Star Is Born 芸能人 原紗央莉 パーフェクト女優誕生 | SOD Star STAR-158         | Keita★No.1                    | 18-04-2009 | Avec Yu Haruka, Yuri Amami, Ryo Akanishi & Naho                                             |  |
| Real Celebrity Saori Hara: Brown Eyes 芸能人 原紗央莉 brown eyes | SOD Star STAR-164         | Company Matsuo                | 21-05-2009 | hamedori avec Company Matsuo                                                                |  |
| In the Nude 裸体 原紗央莉 | Shuffle Believe SFLB-090  | Masaki Takasaka               | 01-06-2009 | Gravure video (Pas de sexe)                                                                 |  |
| SOD 2009 Yearbook First Quarter (January–March) Works SOD年鑑 2009年第1期（1月～3月）作品集 | SOD SDDL-464              | 04-06-2009                    |            | Compilation avec Hitomi, Azusa Itagaki, Sasa Handa & Kotono                                 |  |
| Real Celebrity Saori Hara: Super Gorgeous Massage Girl Special 芸能人 原紗央莉 超高級ソープ嬢Special inspire WATERPOLE | SOD Star STAR-170         | Hajime Yarigasaki             | 18-06-2009 |                                                                                             |  |
| Real Celebrity Saori Hara: Facial Cum Clinic 芸能人 原紗央莉 顔面射精クリニック | SOD Star STAR-176         | GORI                          | 23-07-2009 |                                                                                             |  |
| Female Ninja Spy (Hardcore) 隠密くノ一列伝~秘められた女忍び~(ハード) | GP Museum DMSM-8311       | Jiro Ishikawa                 | 24-07-2009 | Vidéo pornographique extraite d'un film de V-Cinema avec Akira Hoshino                      |  |
| Real Celebrity Saori Hara: Make Me Crazy in Ecstasy 芸能人 原紗央莉 アクメで殺して―― | SOD Star STAR-181         | Yoshinori Kasuga              | 20-08-2009 |                                                                                             |  |
| Real Celebrity Saori Hara: Walking On the Street Without Wearing Underpants 芸能人 原紗央莉 超ミニスカでノーパンで街中デート                                                                                              | SOD Star STAR-185         | Masahiro Kasahara (笠原正弘)  | 19-09-2009 |                                                                                             |  |
| Erocute / Saori Hara エロキュート/原紗央莉 | Orustak Pictures ECR-0011 | 越智徹                        | 29-09-2009 | Gravure video. Pas de sexe                                                                  |  |
| SOD First Half 2009 Best 10 Star Actresses 2009年上半期BEST10 SOD STAR女優編 | SOD SDDL-466              |                               | 08-10-2009 | Compilation avec Hitomi, Kotono, Sasa Handa, Azusa Itagaki & Non Yazawa                     |  |
| Real Celebrity Saori Hara: Handjob, Dirty Talk, Molestation ~ Wish Ravishing Such A Woman ~ 芸能人 原紗央莉 手コキ・淫語・痴漢女～願わくば、こんな女に犯（ヤ）られたい～                                                  | SOD Star STAR-189         | Yukitsugu Tsuchiya            | 22-10-2009 |                                                                                             |  |
| Real Celebrity Saori Hara: Schoolgirl Will Help You Masturbate Using Her Soft Hands 芸能人 原紗央莉 女子高生のやわらかい手でオナニーを優しくお手伝いしてあげる。                                                          | SOD Star STAR-193         | Takashi Futakami (二上タカシ) | 19-11-2009 |                                                                                             |  |
| Fan Thanksgiving Mixed Bathing Gangbang 混浴大乱交4時間Special | SOD Star STAR-195         | CHAIN宗                       | 05-12-2009 | avec Azusa Itagaki, Sasa Handa & Sakura Aida                                                |  |
| SOD 2009 Yearbook Third Quarter (July–September) Works SOD年鑑 2009年第3期（7月～9月）作品集 | SOD SDDL-470              |                               | 05-12-2009 | Compilation avec Sakura Aida, Azusa Itagaki, Sasa Handa & Kotono                            |  |
| Real Celebrity Saori Hara: 8 Changes and Sweet Sex 芸能人 原紗央莉 8人の原紗央莉と甘く濃厚なセックスを。 | SOD Star STAR-197         | ＲｙｕＴＡｒｏ                | 19-12-2009 |                                                                                             |  |
| 108 School Girls Annihilation SOFT ON DEMAND 女子高生108人斬り | SOD SDMS-967              |                               | 07-01-2010 | Compilation avec Azusa Itagaki, Sasa Handa, Kotono, Sakura Aida                             |  |
| Real Celebrity Saori Hara: 22 Years Old – Awakening Sexual Desire 芸能人 原紗央莉 22歳、性欲、覚醒 | SOD Star STAR-201         | Minami Haou                   | 21-01-2010 |                                                                                             |  |
| Real Celebrity Saori Hara: Molester Hell 芸能人 原紗央莉 号泣激痴漢地獄～外道～ | SOD Star STAR-205         | Hideyuki Shinbo (新保英之)    | 18-02-2010 |                                                                                             |  |
| SOD 2009 Yearbook Fourth Quarter (October–December) Works SOD年鑑 2009年第4期（10月～12月） | SOD SDDL-471              |                               | 04-03-2010 | Compilation avec Sakura Aida, Yukiko Suo, Marika & Hina Kurumi                              |  |
| Real Celebrity Saori Hara: Time That She Takes Off Her Clothes 芸能人 原紗央莉 愛されキャバ嬢が、ドレスを脱ぐ時。シタくなる時。                                                                                           | SOD Star STAR-209         |                               | 18-03-2010 |                                                                                             |  |
| Real Celebrity Saori Hara: Frustrated Woman Tempting Ass 芸能人 原紗央莉 欲求不満女はムラムラくる尻で誘う | SOD Star STAR-214         |                               | 22-04-2010 |                                                                                             |  |
| Erocute II / Saori Hara エロキュート II/原紗央莉 | Orustak Pictures ECR-0018 | 越智徹                        | 28-04-2010 | Gravure video. Pas de sexe                                                                  |  |
| Real Celebrity Saori Hara: Private Soap 2 Days 1 Night Hot Spring Trip 芸能人 原紗央莉 僕だけの超高級ソープ嬢～1泊2日の恋人温泉旅行～                                                                                     | SOD Star STAR-218         | Norihito Honda                | 27-05-2010 |                                                                                             |  |
| Real Celebrity Saori Hara: Deep Sexual Desire 芸能人 原紗央莉 性欲、進化と深化 | SOD Star STAR-222         | Minami Haou                   | 24-06-2010 |                                                                                             |  |
| Real Celebrity Saori Hara: Crazy Girl Animal Sex 芸能人 原紗央莉 時には狂ったメスのように･･･ | SOD Star STAR-227         | Minami Haou                   | 22-07-2010 |                                                                                             |  |
| Real Celebrity Saori Hara vs. Goro Tameike: Middle-Aged Man Sex Play 芸能人 原紗央莉×溜池ゴロー ネットリぬちょぬちょ、オヤジのねちっこい愛撫に悶える小娘。                                                                | SOD Star STAR-231         | Goro Tameike                  | 24-08-2010 | hamedori avec Goro Tameike                                                                  |  |
| SOD Star x SOD Cinderella – Mega Gangbang SODstar×SODCinderella 濃厚なる大乱交 | SOD Star STAR-233         |                               | 24-08-2010 | aec Sakura Aida, Mikuru Shiina, Ai Haneda and Shiori Aiuchi                                 |  |
| Real Celebrity Saori Hara: Swelter Love Juice Sex 芸能人 原紗央莉 汗まみれ、愛液とSEX | SOD Star STAR-235         | *Seki*La*La                   | 23-09-2010 |                                                                                             |  |
| Real Celebrity Saori Hara: Let Her Go Into Men's Spa With Only A Towel 芸能人 原紗央莉 タオル一枚男湯入ってみませんか？スペシャルVer.                                                                                     | SOD Star STAR-239         | Masaya Morigami               | 21-10-2010 |                                                                                             |  |
| Real Celebrity Saori Hara: B.I.V. Beautiful Impact Vision B.I.V Beautiful Impact Vision 芸能人 原紗央莉 狂おしいほどリアルなS...                                                                                          | SOD Star STAR-242         | Minami Haou                   | 18-11-2010 |                                                                                             |  |
| Rape Ward 陵辱病棟 | SOD Star STAR-245         | Kin Ishikawa                  | 07-12-2010 | avec Ai Haneda, Rui Saotome, Hitomi Ebihara, Natsumi Horiguchi, Nina, Hinata Tachibana, Noa |  |
| ~ Ultraluxury Room Service ~ Real Celebrity Saori Hara: First Time Creampie Heaven ～超高級ルームサービス～芸能人 原紗央莉 初中出し天国                                                                                   | SOD Star STAR-248         | *Seki*La*La                   | 23-12-2010 |                                                                                             |  |
| SOD Star – Super Popular AV Idols in Dream Collaboration Won't Be Wetting? Life is Turbulent! Games at SOD Headquarters SODstar×超人気AV女優 夢のコラボレーション 濡れてはいけない!? 人生は波乱万丈だ!ゲームinSOD本社ビル | SOD Star STAR-250         | Professor Hitoshi Honda       | 08-01-2011 | avec Ai Haneda, Roa Sumikawa, Nao Mizuki, Nina, Ruri Kobayashi                              |  |
| Real Celebrity Saori Hara Anniversary! 2 Days 1 Night Hot Spring Trip! 芸能人 原紗央莉とイクッ! 1泊2日ヤリまくり温泉バスツアー!                                                                                           | SOD Star STAR-254         | Masaya Morigami               | 20-01-2011 |                                                                                             |  |
| Real Celebrity Saori Hara: Hired by AV Actors for 24 Hours 芸能人 原紗央莉を24時間AV男優にお貸しします | SOD Star STAR-267         |                               | 19-03-2011 | hamedori avec Ken Shimizu & Genjin Moribayashi                                              |  |
| Real Celebrity Saori Hara: High Class Soap Lady Creampie 芸能人 原紗央莉 中出し超高級ソープ嬢 | SOD Star STAR-274         |                               | 21-04-2011 |                                                                                             |  |
| Real Celebrity Saori Hara vs. Amateur Men: Gonzo Initiation 芸能人 原紗央莉 × 完全ガチンコ素人 リアル童貞初挿入 | SOD Star STAR-280         |                               | 19-05-2011 |                                                                                             |  |
| Real Celebrity Saori Hara: SOD Retirement 芸能人 原紗央莉 SOD卒業 | SOD Star SDDS-020         |                               | 08-09-2011 | Compilation. Ensemble spécial de 5 disques                                                  |  |

## Albums-photos
- Le premier album-photos de Mai Nanami (七海まいファースト写真集?), May 4, 2005 (Eichi Publishing)  (ISBN 4754215958)[48];
- NO NUDE by KISHIN 1 20XX TOKYO, 28 janvier 2009 (Asahi Press)  (ISBN 4255004560)